# Perseguição nazista à Igreja Católica

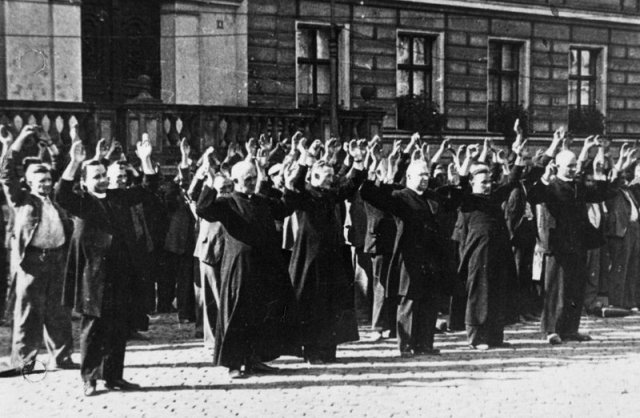
Execução pública de clérigos polacos e cidadãos na Praça do Mercado Velho de Bydgoszcz, 9 de setembro de 1939. A Igreja Polaca sofreu uma perseguição brutal sob a ocupação nazista.

A Igreja Católica Romana sofreu perseguição na Alemanha Nazista. Como uma ideologia totalitária, os nazis reivindicaram jurisdição sobre toda actividade colectiva e social, interferindo em colégios católicos, grupos de jovens, sindicatos e sociedades³ culturais. A ideologia nazi não poderia aceitar um estabelecimento autonómo, cuja legitimidade não viesse do governo. Houve então, a total subordinação da Igreja ao Estado em 20 de Julho de 1933 os católicos abriram mão da política dando direito ao nazismo de totalitarismo político. A liderança nazista esperava descristianizar a Alemanha a longo prazo. Radicais agressivos contra a Igreja como o Ministro de Propaganda Goebbels, o comandante militar da SS, Himmler e o secretário de Hitler, Martin Bormann viu a campanha kirchenkampf contra as Igrejas como uma preocupação prioritária. Sentimento anti-igreja e anticlericais foram fortes entre os activistas da base do partido. O próprio Hitler também teve uma tendência radical na questão da igreja, mas estava preparado para frear seu anticlericalismo na política, observando o perigo no fortalecimento da igreja através da perseguição. O catolicismo apesar da aliança tática na Guerra Civil Espanhola e das concordatas a favor do regime antipatizava com o regime.
Hitler eliminou rapidamente o catolicismo político, e milhares de pessoas foram presas. Apesar dos abusos do clero católico, e organizações que seguiam Hitler como Chanceler, o Vaticano estava inquieto para conseguir um novo acordo legal com o governo, para proteger os direitos da Igreja na Alemanha. O resultado da concordata do Reich foi violada quase que imediatamente. Os nazis dissolveram lideranças católicas jovens e o clero. Freiras e líderes leigos começaram a ser alvo de prisões, a maioria devido a "imoralidade" ou então pelo contrabando ilegal de moedas. Católicos filiados a partidos políticos na Alemanha, assim como todos os outros partidos, foram proibidos em 1933, e líderes católicos leigos assassinados a mando de Hitler na Noite das Facas Longas. Em 1937, a encíclica Mit brennender Sorge do Papa Pio XI acusava o regime de ser "fundamentalmente hostil a Cristo e à sua Igreja."
Em 1940, um quartel de clérigos foram enviados pelos nazis ao Campo de Concentração de Dachau. De um total de 2720 clérigos enviados ao campo de Dachau, a grande maioria, por volta de 2579 (ou 94,88%) eram católicos – cerca de quase 400 padres alemães. Os colégios católicos na Alemanha foram eliminados em 1939 e a imprensa católica em 1941. Com a expansão da guerra no Leste em 1941, também veio o aumento dos ataques à Igreja na Alemanha. Mosteiros e conventos foram fechados e começou a expropriação dos bens da igreja. Os mais afectados foram especialmente os jesuítas. Bispos alemães acusaram o Reich de uma "opressão injusta e odiosa contra Cristo e a sua Igreja".
Nas áreas polacas anexadas pela Alemanha, uma perseguição severa foi lançada em 1939. Nelas, os nazis desmantelaram sistematicamente a Igreja – prendendo lideranças, exilando clérigos, fechando igrejas, mosteiros e conventos. Muitos clérigos foram assassinados. Pelo menos 1811 sacerdotes polacos morreram em campos de concentração nazis. O plano de alemanização do Leste de Hitler não via espaço para Igrejas Cristãs. A Igreja também foi tratada duramente em outras regiões anexadas, como a Áustria sob o Gauleiter de Viena, Odilo Globocnik, que confiscou propriedades, fechou organizações católicas e enviou muitos padres para Dachau. Nas terras checas, ordens religiosas eram suprimidas, escolas fechadas, instrução religiosa proibida e padres enviados para campos de concentração.

## Plano de fundo
Os nazis não gostavam das universidades católicas, dos seus intelectuais, nem das igrejas Protestantes. A longo prazo esperavam descristianizar a Alemanha depois da vitória final na guerra. A ideologia nazi não poderia aceitar um estabelecimento autonómo, cuja legitimidade não viesse do governo. Houve então, a total subordinação da Igreja ao Estado. Para muitos nazis, os católicos tinham uma tendência para a falta de patriotismo ou então de desleadade com a "Patría amada", e de servir aos interesses das "forças alienígenas [estrangeiras] ameaçadoras". Radicais agressivos contra a Igreja, como o Ministro de Propaganda Goebbels, o comandante militar da SS, Himmler e o secretário de Hitler, Bormann viu a campanha kirchenkampf contra as Igrejas como uma preocupação prioritária. A curto prazo, por intenções políticas, Hitler estava preparado para frear seu anticlericalismo na política, observando o perigo no fortalecimento da igreja através da perseguição, mas pretendia um confronto com ela depois da guerra:

Entre as décadas de 1920 e 1930, líderes católicos fizeram uma série de ataques directos à ideologia nazi e a principal oposição cristã ao nazismo veio da Igreja Católica. Bispos alemães foram hostis ao movimento emergente e denunciaram energeticamente suas "falsas doutrinas". Eles exortaram os católicos a serem contra o racismo dos nazis e algumas dioceses baniam membros do partido nazi, enquanto a imprensa católica criticava o movimento nazi. Na sua história de resistência alemã, Hamerow escreveu: 
 A Igreja Católica [...] via em geral o partido nazista com medo e suspeita. Ela se sentia ameaçada por uma ideologia radical e utranacionalista que considerava o papado ameaçador, uma instituição estrangeira, que se opunha fortemente a um separatismo na educação e cultura, e que de tempos em tempos promovia o paganismo nórdico. O establishment do Third Reich via o anúncio de um amargo conflito entre o Estado e a Igreja
— Fragmento de Theodore's Hamerow em On the Road to the Wolf's Lair: German Resistance to Hitler